# Batesville (Mississippi)
Pour les articles homonymes, voir Batesville.
La ville de Batesville est le siège du comté de Panola, situé dans l'État du Mississippi, aux États-Unis.